# Полет 427 на „Индиан Еърлайнс“
Полет 427 на „Индиан Еърлайнс“ е вътрешен пътнически полет от летище „Шринагар“, Джаму и Кашмир, Шринагар, до международното летище „Индира Ганди“, Делхи, Индия, управляван от „Индиан Еърлайнс“. На 24 срещу 25 април 1993 г. самолетът „Боинг 737-200“ е отвлечен от похитител, който твърди, че носи пистолети и ръчна граната, и иска машината да бъде откарана до Кабул. Малко след това контролът на въздушното движение в Делхи получава съобщение, че самолетът е отвлечен и се насочва към Кабул в Афганистан.
Контролът на въздушното движение на Лахор отказва да разреши на самолета да навлезе в пакистанското въздушно пространство и самолетът е върнат в Индия, след като кръжи известно време над Лахор. В крайна сметка машината каца в Амритсар, където похитителят поисква презареждане с гориво и отново настоява самолетът да бъде откаран до Кабул. Властите се опитват да преговарят с него, но той остава непреклонен в исканията си и стреля предупредително, като пронизва корпуса на самолета.
Започват преговори, които продължават целия ден, но искането на похитителя самолетът да бъде върнат обратно в Делхи, също е отхвърлено. Когато той отказва да се предаде, групата за управление на кризи информира премиера, че самолетът ще бъде щурмуван. След това е издадена заповед за атака и неутрализирането на похитителя и командоси нахлуват в самолета. Преди да успее да реагира, той е заловен и операцията приключва за пет минути без никакви жертви или наранявания на заложници или допълнителни щети по самолета. Спасяването е под кодово име „Операция Ашвамед“.
Похитителят, по-късно идентифициран като Джалалудин с псевдоним Мохамед Юнус Шах, е отведен за разпит на летището. По-късно той е застрелян от Националната охрана. В него са открити два заредени 9-мм пистолета и граната. Индийските власти твърдят, че той е член на Хизбул Муджахидин, но групата отрича отговорността.